# 논픽션 (영화)
《논픽션》(프랑스어: Doubles vies, 영어: Non-Fiction)은 2018년 제작된 프랑스의 코미디 영화이다. 올리비에 아사야스가 감독과 각본을 맡았다. 제75회 베네치아 국제 영화제(2018) 경쟁부문 진출작이다.

## 줄거리
'종이책과 E북 사이에서 고민에 빠졌다' 성공한 편집장, 알랭

'부부는 욕망만으로 살지 않는다' 아름다운 스타배우, 셀레나

'나의 연애사를 책에 썼다' 작가, 레오나르

'남편의 연애를 눈치챘다' 정치인 비서관, 발레리

'종이책의 시대를 바꾸고 싶다' 젊은 디지털 마케터, 로르

모든 게 완벽한 쿨한 파리지엥들의

지적인 토크가 폭죽처럼 터진다!

## 출연

### 주연
- 줄리엣 비노쉬 - 셀레나 역
- 기욤 까네 - 알랭 역
- 빈센트 맥케인 - 레오나르 역

### 조연
- 크리스타 테렛 - 로르 역
- 노라 함자위 - 발레리 역
- 파스칼 그레고리 - 마크-앙투완 역
- 로랑 포이트레노스 - 막심 카롱 역
- 니콜라스 부샤드 - 다비드 역
- 시그리드 부아지즈